# 350

## Evenimente
- 18 ianuarie: Împăratul Constant a fost ucis de către Magnentius, un uzurpator la tronul roman.
- Hunii încep să invadeze Imperiul Sasanid.

## Arte, științe, literatură și filozofie
- În China este inventată scărița, auxiliar pentru călărie.

## Nașteri
- dată necunoscută: Vithimiris  (d. 376)
- dată necunoscută: Geberic  (d. ?)
- dată necunoscută: Emilia din Cezareea  (d. 375)
- dată necunoscută: Alatheus  (d. 387)
- dată necunoscută: Stelian Paflagonul  (d. ?)
- dată necunoscută: Emilian de la Durostorum  (d. 362)
- dată necunoscută: Bretanion de Tomis  (d. ?)

## Decese
- 18 ianuarie: Flavius Iulius Constans, împărat roman (n. 320)
- Shi Jian, împărat chinez (n. ?)